# Herbert Neder
Herbert Neder (ur. 11 grudnia 1939 w Oberthulba, zm. 23 czerwca 2015 tamże) – niemiecki polityk, działacz CSU.

## Doświadczenie zawodowe
Po ukończeniu nauki rozpoczął pracę w rolnictwie. W latach 1965–1978 urzędnik w administracji federalnej. Równolegle studiował teologię w szkole wieczorowej. W okresie 1976–1978 nauczyciel religii w szkole w Oberthulba.

## Kariera polityczna
W 1964 wstąpił do struktur CSU. Dwa lata później wybrany do rady miasta Oberthulba. W 1972 objął urząd burmistrza miasteczka i wszedł do rady powiatu Bad Kissingen. Funkcję sprawował do 1982. W latach 1978–1984 zastępca landrata powiatu Bad Kissingen.
10 października 1982 wybrany do Landtagu Bawarii. Mandat sprawował do 1990. Od 1 maja 1990 do 30 kwietnia 2002 landrat Bad Kissingen.
17 lipca 2003 odznaczony przez premiera Bawarii Edmunda Stoibera Bawarskim Orderem Zasługi.
Żonaty, miał czworo dzieci i dwoje wnucząt.